# Wolfgang Seidel
Wolfgang Seidel, nemški dirkač Formule 1, * 4. julij 1926, Dresden, Nemčija, † 1. marec 1987, München, Nemčija.
Wolfgang Seidel je pokojni nemški dirkač Formule 1. Debitiral je v sezoni 1953, ko je nastopil le na domači dirki za Veliko nagrado Nemčijein zasedel šestnajsto mesto. Po daljšem premoru je v sezoni 1958 nastopil na treh dirkah, toda vselej odstopil. V sezoni 1960 pa je na predzadnji dirki sezone za Veliko nagrado Italije zasedel deveto mesto, kar je njegov najboljši rezultat kariere. V sezoni 1961 je na štirih dirkah dosegel le eno uvrstitev na sedemnajsto mesto, v naslednji sezoni 1962 pa na treh dirkah nobene. Za tem ni nikoli več dirkal v Formuli 1. Umrl je leta 1987.

## Popolni rezultati Formule 1
(legenda) (odebeljene dirke pomenijo najboljši štartni položaj, poševne pa najhitrejši krog, †-uvrščen kljub odstopu)
| Leto | Moštvo                         | Šasija          | Motor               | 1      | 2   | 3       | 4   | 5       | 6       | 7       | 8       | 9     | 10  | 11      | Prv | Toč |
| ---- | ------------------------------ | --------------- | ------------------- | ------ | --- | ------- | --- | ------- | ------- | ------- | ------- | ----- | --- | ------- | --- | --- |
| 1953 | Wolfgang Seidel                | Veritas RS      | Veritas Straight-6  | ARG    | 500 | NIZ     | BEL | FRA     | VB      | NEM 16  | ŠVI     | ITA   |     |         | -   | 0   |
| 1958 | Scuderia Centro Sud            | Maserati 250F   | Maserati Straight-6 | ARG    | MON | NIZ     | 500 | BEL Ret | FRA     | VB      |         | POR   | ITA | MAR Ret | -   | 0   |
| 1958 | RRC Walker Racing Team         | Cooper T43 (F2) | Climax Straight-4   |        |     |         |     |         |         |         | NEM Ret |       |     |         | -   | 0   |
| 1960 | Wolfgang Seidel                | Cooper T45      | Climax Straight-4   | ARG    | MON | 500     | NIZ | BEL     | FRA     | VB      | POR     | ITA 9 | ZDA |         | -   | 0   |
| 1961 | Scuderia Colonia               | Lotus 18        | Climax Straight-4   | MON    | NIZ | BEL DNS | FRA | VB 17   | NEM Ret | ITA Ret | ZDA     |       |     |         | -   | 0   |
| 1962 | Ecurie Maarsbergen             | Emeryson 1006   | Climax Straight-4   | NIZ NC | MON | BEL     | FRA |         |         |         |         |       |     |         | -   | 0   |
| 1962 | Autosport Team Wolfgang Seidel | Lotus 24        | BRM V8              |        |     |         |     | VB Ret  | NEM DNQ | ITA     | ZDA     | JAR   |     |         | -   | 0   |